# Eduardo Cuitiño (escritor)
Eduardo Cuitiño Bosio (Montevideo, 28 de enero de 1974) es un escritor-ensayista y matemático uruguayo, que se hizo conocido por sus investigaciones y sus escritos sobre dos personajes históricos: Carlos Gardel y Jack el Destripador.

## Biografía
Egresó de la Facultad de Ciencias, Universidad de la República (Montevideo) en el año 2001 como Licenciado en Matemática opción Estadística, y a partir de entonces ejerce la docencia en Universidad ORT-Uruguay y trabaja como estadístico.
Su interés como investigador radica en conectar la historia con la matemática y la estadística.
Se hizo conocido a raíz de un reportaje en el Diario El País de Montevideo del 24 de junio de 2012, en donde exponía que a partir de sus cálculos Carlos Gardel no debió nacer en 1890 ni en 1883 o 1884 como se debatía hasta el momento, sino en los primeros meses de 1887.
En mayo de 2013, bajo el sello editorial Editorial Fin de Siglo, Eduardo Cuitiño publicó “Gardel, el muerto que habla” (libro que fuera presentado por el ingeniero Juan Grompone junto a la escritora Susana Cabrera), y donde el citado escritor uruguayo juega con el número preferido por Gardel para sus apuestas, el 48, que sería según él la edad que tendría Gardel al fallecer.
En su ensayo, el citado escritor fundamenta cómo la particular biología de Carlos Gardel es explicada como el fruto de un incesto entre Carlos Escayola y María Lelia Oliva, señalando además el presidio del cantor en la cárcel de Ushuaia, y la falsedad de su supuesto testamento hológrafo. Además, fundamenta la existencia de otro niño, verdaderamente francés y documentado, con el que fue asociado Carlos Gardel para cobrar sus derechos de autor e imagen, sobre la base de un documento de 1904.
Gardel en 1904 fue detenido en una comisaría en Florencio Varela, y según consta en actas midió 1 metro 60 centímetros. Para hacer coincidir biológicamente esa altura con el supuesto chico francés, la verdadera medida debió rondar en realidad 1 metro 40 de estatura.
Eduardo Cuitiño fue entrevistado por diversos medios de prensa al respecto, y su tesis sobre el origen de Carlos Gardel recibió un fuerte espaldarazo al tomar oficialmente la Intendencia de Tacuarembó el año de nacimiento de Gardel como el de 1887, en base al respeto a lo que Gardel en vida dejó estampado en todos sus documentos: uruguayo, nacido en Tacuarembó en 1887.
Publicó luego un nuevo ensayo sobre la verdadera identidad de Jack the Ripper "Jack el Destripador, un enigma con solución" (Torre del Vigía 2014), sobre quien ya había publicado una novela: “Viajando en el tiempo para atrapar a Jack el Destripador”. Nuevamente, según sus cálculos, el mítico Jack the Ripper no sería otro que el cirujano Stephen Herbert Appleford, el cual seguramente no actuó de forma solitaria.
Con su investigación, Eduardo Cuitiño se suma a la escasa lista de autores que en América Latina han abordado seriamente el tema de 'Jack el Destripador', así agregando su nombre a los del nicaragüense Arquímedes González y al de su compatriota Gabriel Pombo.
Posteriormente presentó libros sobre la temática misterio dedicados a hechos culturales acontecidos en Uruguay. En el año 2014 publicó "El misterio del tesoro de las Masilotti" (Editorial Fin de Siglo), donde hace un repaso documentado de todas las teorías asociadas a esta singular búsqueda iniciada en el año 1951 en el Cementerio Central de Montevideo. En el año 2016 presentó "La estancia La Aurora, el enigma" (Editorial Fin de Siglo), donde investiga de forma objetiva los acontecimientos ocurridos en un establecimiento ganadero del norte del Uruguay en donde variadas personas dijeron tener contacto con seres extraterrestres, buscando explicaciones sensatas.
En el año 2018 publicó "Misterios del mar" (Editorial Fin de Siglo) una recopilación de enigmas, preguntas, misterios y curiosidades vinculadas a las costas uruguayas y al mar en general. Al final de cada capítulo, luego de presentar un hecho curioso o extraño ligado al mar, el autor repasa toda la lista de hipótesis y esboza posibles respuestas o soluciones.
Dentro de su labor docente, trabaja como profesor responsable de los talleres de Olimpíadas de Matemática del colegio St. Brendan's School de Montevideo. En el año 2023 entrenó al equipo llamado 'Los discípulos de Bahram' el cual logró el 1er premio en el Nivel V en la competencia Mateclubes, organizada por la OMA (Olimpíada Matemática Argentina).

## Publicaciones
- Gardel: El muerto que habla (2013)

- Viajando en el tiempo para atrapar a Jack el Destripador (2012)

- Anecdotario de Carlos Gardel (2012)

- Jack el destripador: un enigma con solución (2013)

- El misterio del tesoro de las Masilotti (2014)

- MH370 la teoría más estúpida (2015)

- Estancia La Aurora el enigma (2016)

- Misterios del mar (2018)

- Las Otras Caras de Piria (2019)

- El verdadero Pittamiglio (2020)

- El código Pittamiglio (2022)

- Humberto Pittamiglio, el político de la calle Ejido (2023)

- El Palacio Legislativo, una historia por desvelar (2024)